# جولي جاربي
جولي جاربي (باليونانية: Τζόλυ Γαρμπή) هي ممثلة يونانية، ولدت في 1912 بجوهانسبرغ في جنوب أفريقيا، وتوفيت في 9 ديسمبر 2002 بأثينا في اليونان.

## وصلات خارجية
- جولي جاربي على موقع IMDb (الإنجليزية)
- جولي جاربي على موقع قاعدة بيانات الفيلم (الإنجليزية)